# E-girls
E-girls (иногда стилизуется под E-Girls или e-girls; расшифровывается как Exile Girls; читается как И-Гëрлз) — японская гёрл-группа, созданная и управляемая LDH, подписавшая контракт с музыкальным лейблом Rhythm Zone от Avex. По состоянию на 2017 год группа состояла из 11 участниц; 8 из которых были участницами групп Happiness и Flower. Созданные как побратимы бойз-бэнда EXILE. E-girls дебютировали в 2011 году со своим синглом «Celebration».
После ухода нескольких участниц из группы E-girls выпустили свой третий студийный альбом E.G. Time (2015), в котором произошли изменения в их музыке и вокале. В том же году LDH объявили об изменениях в своем составе, которые привели к отсутствию некоторых участниц на их синглах «Anniversary!!» и «Dance Dance Dance». Начав год со своего сборника E.G. Smile: E-girls Best (2016), группа анонсировала свои темы E.G. Pop и E.G. Cool синглами «E.G. Summer Rider», «Pink Champagne» и «Go! Go! Let's Go!». Их четвертый альбом, E.G. Crazy, был выпущен в январе 2017 года.
Начав как японская айдол-группа, E-girls по мере продвижения своей карьеры разветвлялись и воплощали множество различных стилей и культур и стали одной из самых выдающихся женских групп в японской музыке. Кроме того, их музыкальный стиль, начинавшийся как мягкий J-pop  и танцевальная музыка, начали расширяться по мере выхода следующих альбомов. С момента их дебюта отобранными участницами из E-girls были сформированы три юнита, которые занимались как музыкой, так и модой. Группа распалась в 31 декабря 2020 года.

## История

### 2010—2012: Формирование и дебют
В 2011 году японский бой-бенд EXILE провели общенациональное прослушивание для молодых артисток. Первоначально прослушивание должно было найти участниц танцевальной группы под названием Flower, которая была проведена LDH и уже включала четырех участиниц, но они решили также охватить новую танцевальную и вокальную группу под названием Bunny. После вербовки танцоров Нодзоми Бандо и Харуми Сато, а также трех вокалисток Рэйны Васио, Киоки Итики и Тихару Муто, Хиро главный продюсер и генеральный директор LDH—объявил о «проекте Girls Entertainment», который позже был изменен на E-Girls; он подтвердил, что он будет состоять из всех участниц Dream, Happiness и Flower. Bunny изначально не были сформированы в составе E-Girls, и должны были дебютировать отдельно в 2013 году, но они никогда не проводили никаких мероприятий. После их формирования E-girls состояли из 21 участниц. 28 декабря 2011 года состоялась премьера сингла «Celebration», который вошел на 10 строчку Oricon. Саяка Ямамото стала первой участницей E-girls, покинувшей группу, а впоследствии и свою группу Dream; ее уход вступило в силу в марте 2012 года.
В следующем году они выпустили свой второй сингл «One Two Three» в апреле, ккоторый попал на высшуюю строчку в чартах, чем их первый сингл. Для сингла в группу были добавлены две новые участницы: Рейна Кидзу и Анна Суда, обе из EGD (EXPG Girls Dancers), танцевальной группы, созданной в Академии Exile Professional Gym. 
25 апреля E-girls были приглашены исполнить свой новый сингл на MCountdown Hello Japan ~MCountdown One Asia Tour 2012~, живом мероприятии на Saitama Super Arena, организованном корейской музыкальной программой M Countdown. Перед подготовки их последующего номера «Follow Me», участница Маю Сугэда ушла на перерыв в августе, чтобы пройти медицинское лечение после того, как ей был диагностирован инфекционный мононуклеоз.
Кроме того, LDH добавили еще несколько участниц в E-girls, включая девушек из не дебютировавшей группы Bunny и танцоров EGD. В общей сложности, E-girls состояли из 31 участницы, с Саякой Ямамато и Миму Хиоки. В октябре 2012 вышел сингл «Follow Me», и имел коммерческий успех в Японии, продав 500 000 тысяч копий. Вскоре после этого участница Happiness Миму Хиоки покинула группу в октябре.

### 2013:Lesson 1и рост популярности
В начале 2013 года участницы группы Bunny покинули E-Girls. Кроме того, участница EGD Рури Кавамото и певица Момока Накадзима присоединились к E-Girls и выступили с синглом «The Never Ending Story». Сингл достиг коммерческий успех, достигнув второго места в чарте Oricon, и стал их первой особенностью, включившей все 29 участниц на обложках. Следующий хит, «Candy Smile», хорошо дебютировал в чартах, и заработал золотую сертификацию Ассоциации звукозаписывающей промышленности Японии (RIAJ). Кроме того, Кавамото была продвинута как соло исполнительница и спела би-сайд «Love Letter», она стала первой участницей группы сменившей позицию. 17 апреля девушки продвинули свой дебютный альбом Lesson 1, который разошелся большим количеством в чарте альбомов Oricon, дебютировав под номером один и провёл более 70 недель подряд. Рэйна Кидзу, которая покинула группу несколько месяцев спустя; ее место официально заняла Накадзима.
Маю Сугэда вернулась в группу после реабилитации присоединилась ко всем 29 участницам для обложки сингла «Gomennasai no Kissing You». Это был последний сингл с участницей Flower Эриной Мидзуно, первый релиз с участием Анны Суда и Кавамото в качестве участниц Happiness, и первый визуальный ролик с участием Накадзимы с тех пор, как он заменила Кидзу. Сингл стал коммерческим успехом, было продано более 100 000 копий, 
и награду на японской музыкальной премии MTV Video Music Award в номинации «Лучшая хореография», а также номинацию за «Лучший японский номер» на MTV Europe Music Awards. В октябре того же года участница EGD Марина Ватанабе присоединилась к группе в качестве стажерки. Тем не менее, ее место было отведено в качестве основной исполнительницы, когда участница Мидзуно ушла из E-girls, а Ватанабэ была показана в рекламной съемке следующего номера группы, «Kurukuru». Сингл стал самым продаваемым за первую неделю, продав примерно 69 087 копий. В конце 2013 года группе была предоставлена возможность выступить на нескольких концертах в конце года в Японии, и впоследствии они были приглашены на Кохаку ута гассэн. Там они исполнили специальное попурри из своих песен.

### 2014—2015: Индивидуальное промо,Colorful Pop,E.G. Time, изменения в составе и дальнейшая работа

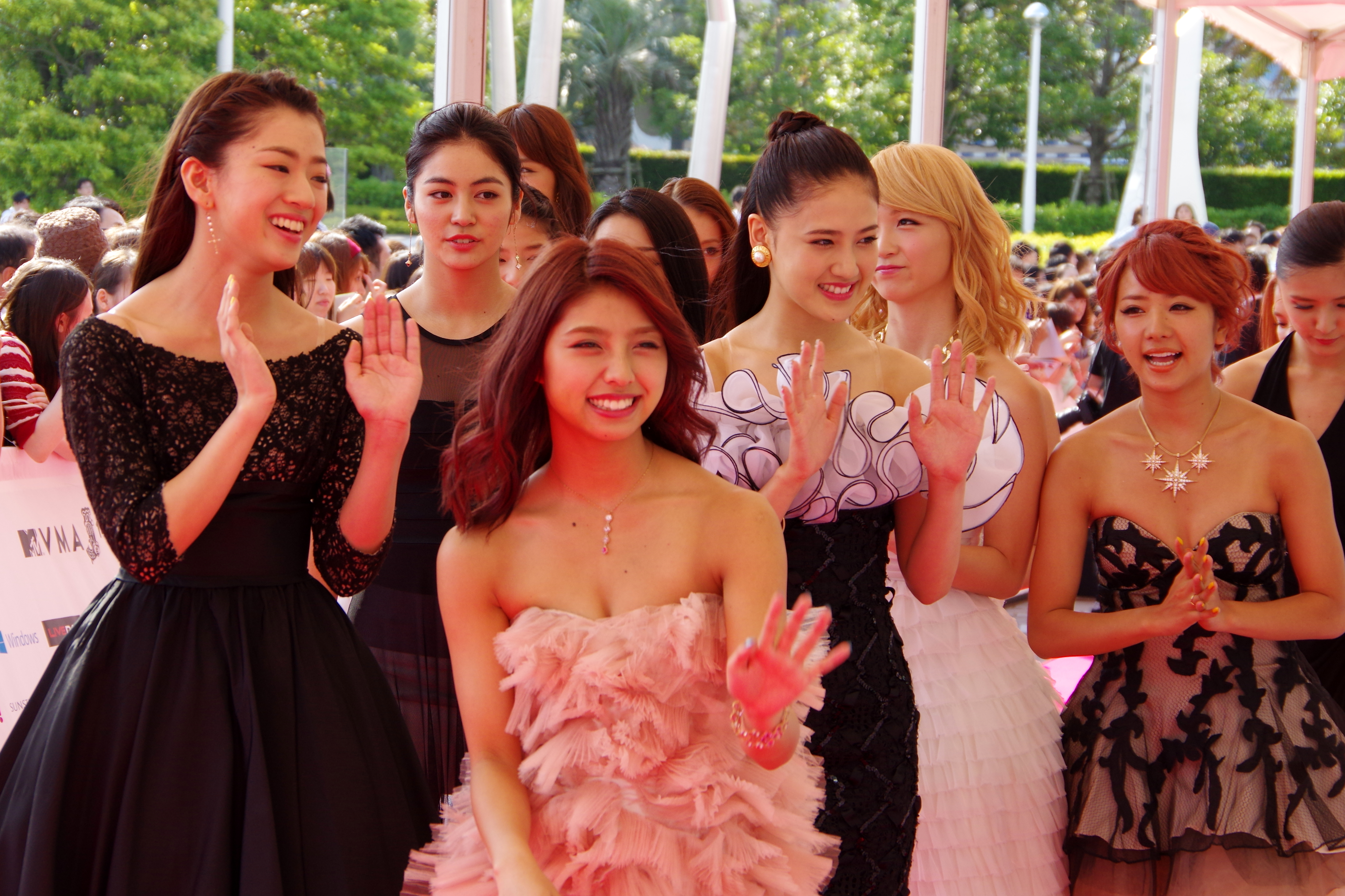
E-girls на MTV Video Music Awards Japan в 2014 году.

В начале 2014 года Ая Такамото из Dream была назначена лидером E-girls. Впоследствии каждая из участниц стали получать отдельные начинания из группы; 10 участниц группы: Карэн Фудзи, Анна Суда, Сюка Фудзии, Харуми Сато, Кёка Такэда, Анна Исии и Нонока Ямагути, каждая играла главную роль в одном эпизоде дорамы «Прекрасный день для любовных писем». Первым номером шоу стал сингл E-girls «Diamond Only», который имел успех в чартах Oricon. Несмотря на предыдущие коммерческие успехи, это принесло группе больше рекламных предложений в сфере моды и стиля жизни. Выпущенный в качестве заключительного сингла к их второму альбому Colorful Pop, который был выпущен 19 марта, последний добился успеха в чарте альбомов Oricon и стал их вторым альбомом подряд, дебютировавшим на первом месте. Чтобы продвинуть пластинку, E-girls начали свой первый национальный тур в период с июля по август под названием «Colorful Land».
В апреле того же года Маю Сугэйда и Киока Так эхда покинули свои соответствующие группы Happiness и Bunny, одновременно с их уходом из E-girls; Сугэйду стала второй вокалисткой после Саяки Ямамото из Dream, покинувшей E-girls. С июня того же года E-girls выпустили три сингла подряд, по одному в месяц; первым был «E.G. Anthem: We Are Venus», в который вошли все участницы и вокалистки на обложках и сопровождающее музыкальное видео. Следующим номером был «Odoru Ponpokorin», премьера которого состоялась 30 июля и который имел умеренные продажи в чартах, а для обложки были выбраны 14 участниц. Сингл использовался в качестве опенинга к телевизионному аниме Чиби Маруко Чан. Третьим синглом с их альбома E.G. Time стала «Highschool Love», который был выпущен 10 сентября. Как и «Odoru Ponpokorin», сингл был показан в телевизионной дораме Fuji TV Крутой учитель Онидзука. Готовясь к продвижению своего сингла «Mr. Snowman», участница Flower и вокалистка Тихару Муто покинула E-girls, чтобы учиться за границей, но в итоге запустила свою собственную линию одежды; она ушла в ноябре, в том же месяце, когда был выпущен сингл. В конце года E-girls были приглашены на Кохаку ута гассэн во второй раз, где они исполнили свою песню «Highschool Love». Они также были частью состава исполнителей на песенном фестивале FNS.
1 января 2015 года (в день Нового года) группа выпустила физические издания E.G. Time. Альбом имел коммерческий успех, став их третьим номером один в чартах Oricon. Однако 27 января сотрудники LDH анонсировали новую систему составления состава под названием «E-girls Pyramid», которая показывала каждую участницу группы и их соответствующие подгруппы. С учетом сказанного, шестеро из оставшихся на тот момент 26 участниц были переведены из E-girls в еще не дебютировавшие группы Rabbits и Bunnies для дальнейшего обучения; Юдзуна Такэбэ, самая молодая вокалистка E-girls, была исключена из состава и переведена в Rabbits. После этого девушки провели свой второй общенациональный тур под названием «Colorful World» в период с февраля по март. С новым составом E-girls приступили к записи нового материала для своего нового альбома, раскрутив сингл «Anniversary!!». Участница Dream Ами объявила о своем сольном дебюте, связанном с деятельностью в E-girls и Dream. В октябре того же года через LDH было подтверждено, что участница Dream Эри Абэ перестанет быть певицей, чтобы стать диджейем для некоторых будущих релизов группы и живых выступлений. В том же месяце участница Flower Киока Итики объявила о своем уходе из обеих групп; Flower стали подгруппой из шести человек и оставило Рэйну Васио единственной оставшейся вокалисткой в группе.
Из-за ухода Итики, LDH повторно добавили бывшую участницу Rabbits Юдзуну Такэбэ в E-girls, но только  до следующего года. В очередной раз группа была приглашена на их третье выступление в Кохаку ута гассэн, где они исполнили свой сингл «Dance Dance Dance», а также еще один специальный выпуск в конце года на японском CDTV, где они представили новую песню из своего на тот момент готовящегося сборника лучших хитов E.G. Smile: E-girls «Dance With Me Now!». Премьера сингла состоялась в качестве промо-записи, и он добился успеха в чарте Japan Hot 100. Это был их последний релиз в течение 2015 года.

### 2016:E.G. Smile: E-girls BestиE.G. Crazy
E-girls выпустили свой сборник лучших хитов E.G. Smile: E-girls BEST 10 февраля 2016 года. Альбом состоял из всех их синглов вплоть до «Dance With Me Now!» и дополнительной записи под названием «Shukko Sa! (Sail Out For Someone)». Выпущенная в нескольких различных форматах, альбом стал их самым продаваемым альбомом, было продано более 250 000 экземпляров, и была сертифицирована RIAJ как платиновая. В ознаменование его выхода E-girls отправились в свой третий национальный тур под названием E-girls LIVE TOUR 2016 «E.G. SMILE». Во время концертного тура группа сделала несколько анонсов, связанных с деятельностью их подгрупп; вторым студийным альбомом Happiness и предстоящими турами как для Flower, так и для Happiness. Это первый случай, когда Flower и Happiness сами проводят концертные туры. Кроме того, LDH подтвердили дебют сайд-проекта E-girls ShuuKaRen, в состав которого входят сестры Карэн и Сюка Фудзии.
В конце апреля 2016 года E-girls подтвердили через свой веб-сайт, что они выпустят два новых сингла, оба из которых являются частью концепции летнего сингла. Первым из этих двух и их 16-м синглом стал «E.G. Summer Rider», который был выпущен 20 июля 2016 года с концепцией «E.G. POP». Сингл дебютировал на втором месте в чарте Oricon и имел успех в цифровых продажах. В следующем месяце, 10 августа, «Pink Champagne» был выпущен в качестве их 17-го сингла с концепцией «E.G. COOL» и имел успех у критиков. В коммерческом плане он стал самым продаваемым за первую неделю продаж со времен «Kurukuru» - 66 028 копий.
28 октября участница Эри Абэ объявила о своем намерении уйти из развлекательного бизнеса в конце года, она стала первой участницей Dream, покинувшей группу после Саяки Ямамото в 2011 году.
30 ноября группы выпустила сингл «Go! Go! Let's Go!». Это было еще одно изменение в концепции, охватившее новый стиль под названием «японский нео Токио»; например, сопровождающий визуальный ряд рекламировал девушек в различных стилях, на которые повлиял японский стиль. Коммерческом плане он стал одним из их самых продаваемых релизов с момента их дебюта. В следующем месяце E-girls объявили о выпуске своего четвертого студийного альбома E.G. Crazy. Альбом был выпущен в виде двойного альбома; на одном диске представлен материал для E.G. POP, в то время как второй диск посвящен концепции E.G. COOL. Кроме того, на альбоме было представлено несколько музыкальных клипов, включая промозаписи «Strawberry Sadistic», которая появилась в оригинальном фильме LDH Взлёты и падения, и два трека с нового альбома под названием «All Day Long Lady»/«Harajuku Time Bomb».
31 декабря того же года E-girls исполнили свою песню «DANCE WITH ME NOW!» на 67-м Кохаку, получив приглашение 4-й год подряд. В тот же день Абэ выполнила свое обещание и ушла из Dream и E-girls.

### 2017—2018: Реформа группы, E. G.Family иE.G. 11
Премьера E.G. Crazy состоялась 3 января 2017 года на стриминговых сервисах AWA в Японии, а 18 января была выпущена различными физическими изданиями. 10 марта участница/лидер Happiness Миюу объявила о кратком перерыве из-за травмы колена, которая произошла в январе того же года. Она подтвердила, что находится в процессе операции и реабилитации.
В конце мая LDH анонсировали новую кампанию под названием E.G. Evolution, состоящую из 7-дневного обратного отсчета. По прошествии семи последующих дней, 5 июня, LDH сообщили о нескольких изменениях в E-girls. Первым был роспуск соответствующей группы Dream, которая состояла из участниц Cидзуки, Айи и Ами. Все три участницы подтвердили свой уход из E-girls, в то время как Ая фактически ушла на неопределенный срок, чтобы стать главным креативным менеджером группы и недавно созданной франшизы «girl entertainment» в рамках LDH, E.G.family. Сидзука и Ами продолжат свои сольные проекты в качестве участниц Dance Earth Party. Кроме того, участницы Мию, Рури Кавамото, Сюка Фудзии, Манами Сигэтоми и Мио Накадзима также ушли из E-girls, сосредоточившись на своей деятельности в своих группах Happiness и Flower. Согласно веб-сайту, участницы Карэн Фудзии, Рэйна Васио и Юдзуна Такэбэ будут выступать в качестве группы это основные вокалистки, и у них не будет ассистирующего лидера группы. С объявлением также стало известно, что группа выступит с двухдневным живым концертом под названием E-girls LIVE 2017 ~E.G.EVOLUTION~. Концерты станут их последними в составе из 19 человек, поскольку после переформирования E-girls будут выступать в составе 11 человек.
26 июля группа выпустила свой 19-й сингл «Love ☆ Queen», свою первую официальную работу в составе группы из 11 человек. В октябре было объявлено, что Харуми Сато была выбрана новым лидером группы. Позже в том же месяце E-girls выступили на телевизионном фестивале Asahi Dream Festival на Сайтама Супер Арена. 6 декабря группа выпустила свой 20-й сингл «Kitakaze to Taiyou». В том же месяце, 28 декабря, группа выпустила концертный-альбом E-girls LIVE 2017 ~E.G.EVOLUTION~ на DVD/Blu-ray.
В конце года E-girls были приглашены выступить на Кохаку в 5-й раз. Там они исполнили свою песню «Love ☆ Queen».
31 января 2018 года группа выпустила свой 21-й сингл «Aishiteru to Itte Yokatta». Вскоре после этого, 28 февраля, они выпустили свой 22-й сингл «Pain, pain».
23 мая 2018 года E-girls выпустили свой пятый студийный альбом E.G.11, свой первый альбом в составе группы из 11 человек. Кроме того, они отправились в свой четвертый национальный тур E-girls LIVE TOUR 2018 ~E.G. 11~, который проходил со 2 июня по 5 августа. Это был первый тур с момента переформатирования группы.
8 августа они выпустили свой 5-й цифровой сингл «My Way», сопровождаемый музыкальным клипом на заглавную песню и еще одним музыкальным клипом на би-сайд трека «Let's Feel High». В обеих песнях представлены Mighty Crown и PKCZ.
3 октября E-girls были приглашены выступить на Asia Song Festival 2018 в Южной Корее. В тот же день они выпустили свой 6-й цифровой сингл «Perfect World». Песня была использована в качестве музыкальной темы для фильма «Идеальный мир», в главной роли участник Sandaime J Soul Brothers/EXILE участник Таканори Ивата.
6 октября в интернет-программе Zenryoku Bukatsu! E-kou  (яп. 全力部活！E高; All-Out Club Activity! E-high)начал транслироваться на AbemaTV. Это было первое регулярное шоу, посвященное E-girls, с 2016 года, и каждый эпизод включает в себя новые задачи, которые предстоит решить группе.
19 декабря группа выпустила свой 7-й цифровой сингл «EG-ENERGY». Песня была использована для продвижения ENERGY PROJECT артистов LDH, наряду с Generations from Exile Tribe.

### 2019–2020:E.G.POWER to the DOME, 3-х месячный релиз проекта, заключительный тур и расформирование
16 января группа выпустила видеозапись концерта E-girls LIVE TOUR 2018 ~E.G. 11~ на Сайтама Супер Арена на DVD и Blu-ray.
В первой половине года E-girls приняли участие в первом туре E.G.family E.G.POWER 2019 ~POWER to the DOME~, который проходил с 22 февраля по 25 мая. Этот тур включал выступления всех артистов, принадлежащих к E.G.family: E-girls, Flower, Happiness, SudannaYuzuYully, Dream Ami, Dream Shizuka и E.G.family все вместе.
24 июля они выпустили свой 23-й сингл «Cinderella Fit» и DVD/Blu-ray для концерта E.G.POWER 2019 ~POWER to the DOME~ 28 марта в NHK Hall. «Cinderella Fit» была использована в качестве тематической песни для сериала Mister Donut Tapioca Milk TV-CM, в котором главные роли исполнили Каэдэ, Нодзоми Бандо, Харуми Сато и Нонока Ямагути. Песня была предварительно доступна в цифровом формате для потоковой передачи 27 июня 2019 года.
6 октября AbemaTV транслировал 47-й эпизод программы Zenryoku Bukatsu! E-kou (яп. 全力部活！E高; All-Out Club Activity! E-high), который показал, что все 11 участниц E-girls преуспели в восхождении на вершину горы Фудзи вместе. У некоторых из них проявились ранние признаки горной болезни, когда они поднялись выше 3000 метров, но поддерживали друг друга до места назначения. Подъем занял в общей сложности более 8 часов 30 минут.
15 октября E-girls выиграли награду «Best-Jeanist» в категории «Выбор коллекционера» на 36-й церемонии вручения премии Best Jeanist Awards 2019 за свои джинсовые костюмы в «Cinderella Fit». Каэдэ присутствовала на церемонии в качестве представителя группы.
8 ноября было объявлено, что E-girls выпустят свой 24-й сингл 29 января 2020 года, и что до релиза будет проводиться трехмесячный проект по предварительной подготовке новой песни каждый месяц. Первый релиз этого проекта называется «Easy come, Easy go», был выпущен 22 ноября и сопровождался рядом мероприятий по выпуску. Вторым релизом стал «CINDERELLA FIT (Winter Version)», который выйдет 27 декабря. Также стало известно, что новый сингл будет включать в себя в общей сложности 4 новые песни, заглавной из которых является «Bessekai» (яп. 別世界; Another World).
В конце 2019 года стало известно, что группа проведет свой 5-й тур E-girls PERFECT LIVE 2011▶2020 с 1 февраля по 4 июля 2020 года. 22 декабря группа объявила, что тур станет их последним совместным мероприятием и что E-girls распустятся в конце 2020 года. Каждая участница останется в своей первоначальной компании LDH и пойдет по разным карьерным путям. В то время как Харуми Сато, Нодзоми Бандо, Анна Исии и Нонока Ямагути сосредоточатся на своей работе в качестве актрис и моделей, Юдзуна Такэбэ сформирует новую подгруппу из успешных конкурсанток, прошедших прпрослушивание Афроджека LDH Europe, Рэйна Васио дебютирует как сольная исполнительница, а Happiness будет работать с 88rising для глобальной экспансии.
Из-за последствий пандемии COVID-19 в 2020 году несколько концертов последнего тура E-girls пришлось отменить или отложить. В качестве компенсации группа провела мероприятие в прямом эфире без зрителей, которое транслировалось на японском видеосервисе Niconico 26 марта 2020 года. В общей сложности более 220 тысяч зрителей посмотрели шоу во время его выхода в эфир. 31 декабря группа была расформирована.

## Сайд-проекты
Помимо своих соответствующих групп Dream, Happiness и Flower, E-girls и LDH создали три сайд-проекта. Первой подгруппой E-girls была ShuuKaRen, которая состоит из сестер Карэн Фудзии из Happiness и Сюки Фудзии из Flower. Это был первый музыкальный релиз, в котором обе сестры были представлены вместе, после первого распространения их книги о модном журнальном столике Antithese, которая получила успех у критиков и разошлась тиражом более 100 000 экземпляров в Японии. LDH задумали ShuuKaRen как «двух вокальных див», которые создают музыку, «основанную на черной [культуре]». Их дебютный сингл «Universe» был выпущен 5 октября 2016 года и включал в себя со-вокал Сюки; это был первый раз, когда Сюка предоставила вокал для любого проекта, связанного с E-girls, и стала первой участницей группы после Рури Кавамото, получившей повышение в качестве вокалистки.
Вторая подгруппа, созданная из E-girls, - это SudannaYuzuYully, в состав которой входит единственная участница E-girls Юдзуна Такэбэ в качестве главной вокалистки, а Анна Суда и Юрино из Happiness' в качестве рэперов и исполнителей; как и в предыдущем сайд-проекте, это первый раз, когда Суда и Юрино предоставляют вокал, а также делает Суда и Юрино третьими и четвертыми участницами, которых продвигают в качестве вокалисток через LDH. Трио, которое будет основывать свою музыку на современном танце и хип-хопе, выпустило свой дебютный сингл «Oh Boy» в марте 2017 года.
Несмотря на то, что участница Happiness Каэдэ и участница Flower Харуми Сато не являются музыкантами или исполнителями, они создали подгруппу под названием Twin Tower, которая представляет их в качестве эксклюзивных моделей для рекламы модной одежды и других товаров; это первый сайд-проект, в котором не раскрывается какая-либо вокальная или исполнительская деятельность. Они официально представлены LDH и дебютировали в октябре 2015 года.

## Артистизм

### Музыка и стиль
С самого начала их карьеры, а именно с их дебютного «Celebration!» и альбома Lesson 1, музыка группы была повсеместно классифицирована критиками как J-pop  танцевальным влиянием. Однако японский журнал CD Journal полагал, что их дебют адаптировал тенденцию «мягкого» K-pop и EDM, двух жанров, которые были особенно заметны в середине 2010-х годов, наряду с их влиянием на западном рынке. Кроме того, журнал отметил сходство между безымянными корейскими и японскими группами из-за их «запоминающихся» танцевальных мелодий, а Billboard Japan прокомментировал их наследование танцевального жанра от братской группы EXILE, которую они описали как «ДНК». Большая часть контента была обработана различными японскими музыкантами. композиторы и продюсеры, такие как Clarabell, Кадзухиро Хара и частый автор песен Масото Котакэ, но их сингл «The Never Ending Story», кавер-версия песни, первоначально исполненная английским певицом Лималь, была написана Джорджо Мородером. Их второй альбом, Colorful Pop (2014), ознаменовал возвращение к их стилю танцевальной поп-музыки, но автор, обладающий избирательным слухом, заметил, что звучание было более «восходящим», чем их дебют.
Особенно «более быстрые треки» и кавер-версии песен: «Rydeen (Dance All Night)» Yellow Magic Orchestra, «Koi no Boogie Woogie Train» Энн Льюис и «I Heard a Rumour» Bananarama, получили широкую оценку за способность продюсеров «переконфигурировать джей-поп, из прошлого в жужжащее настоящее». Но в очередной раз записи баллад были намечены из-за их привлекательности как «убивающих настроение». Для их третьего студийного альбома, E.G. Time (2014), в музыкальном стиле произошли изменения, особенно в том, что касается темповых номеров. Кроме того, руководство группы, LDH, наняло множество новых продюсеров и композиторов для работы над альбомом, а именно Ясутаку Накату, Лорен Каори, Fast Lane и дуэт мужа и жены Т.Кура и Митико. Это была их первая пластинка, из которой была удалена большая часть балладных песен, замененных «агрессивными» EDM-номерами и «мерцающими» электропопом. По словам Патрика Сен-Мишеля, пишущего для Japan Times, на большинстве записей вокалистки поют в унисон, что было заметным фактором в различных японских группах, таких как AKB48 и их родственные группы; автор определил «Music Flyer» как наиболее яркий пример из E.G. Time. Впоследствии он почувствовал, что трек вернул их обратно в жанр K-pop.
Для своего четвертого студийного альбома, двойного альбома под названием E.G. Crazy (2017), E-girls представили две параллельные темы: E.G. Pop и E.G. Cool. Предыдущая тема поддерживала «попсовую» и «веселую» атмосферу, которая украшала их предыдущую работу, в то время как E.G. Cool подчеркивали «более прохладное» и «сексуальное» звучание. Первыми предложениями на эти темы были «динамичная» танцевальная-поп песня «E.G. Summer Rider» и тропикал-хаус номер, вдохновленный диско 1980-х, «Pink Champagne». Кроме того, многие треки из сборника лучших хитов подчеркивали разнообразие западных жанров, таких как французский хаус, рок, хип-хоп и дабстеп.

### Имидж
Во многих случаях издания признавали E-girls айдол-группой из-за их доминирования на японском рынке, постоянных изменений в составе и сходства с различными японскими айдол-группами.
Однако, к выпуску их студийного альбома E.G. Time Патрик Сент-Мишель из Japan Times определил, что группа «противостоит большинству основных тенденций айдолов», в частности, сказав: «Они избегают дилетантизма в стиле айдолов в пользу точности, подобной K-pop», и определил их песню «Music Flyer» как наиболее заметное изменение в этом типе привлекательности. Кроме того, он объяснил, что еще одной чертой было типичное исполнение айдол-групп, поющих «в унисон», но сказал «...в то время как AKB48 просто звучат громче, E-Girls превращают их в сосредоточенное, бессловесное пение». С выпуском своего альбома E.G. Crazy в 2017 году E-girls снова расширили свою привлекательность, сделав акцент на двух стилях: «попсовом» и «веселом», что навевает воспоминания об их более ранних работах, в то время как E.G. Cool продемонстрировал более «сексуальный» образ; это было впервые представлено на обложках их сингла 2016 года «Pink Champagne». Вскоре после этого девушки выпустили свой сингл «Go! Go! Let's Go!», в котором произошел новый поворот в имидже; они адаптировали тему «Японские нео девушки», в которой используются различные культуры с точки зрения японских женщин. Например, сингл «Go! Go! Let's Go!Go! Go! Let's Go!» был посвящен различным японским культурам, таким как традиционная одежда (кимоно) и культура отаку.

### Приëм
В начале 2014 года подростковый журнал Anan, который в целом исследует различные молодежные культуры, такие как айдол и кавайи, включил E-girls в число многих других айдол-групп для своего специального февральского выпуска. В 2015 году Nikkei Entertainment опубликовали свой ежегодный рейтинг лучших женских групп, и E-girls заняли первое место в номере 4 с 18,4% голосов. Согласно списку, более половины участниц были айдол-группами, а шесть - сестринскими группами семейства AKB48. В конце 2016 года Oricon провелт рейтинг исполнителей, и их альбом E.G. Smile: E-girls Best стал их первым релизом, вошедшим в двадцатку лучших бестселлеров (заняв 11-е место), и занял 9-е место среди самых кассовых японских исполнителей с заявленным доходом до 1,75 млрд йен. (приблизительный эквивалент 15,57 миллиона долларов США).

## Участницы

### Оригинальный состав E-girls
| Имя                          | Дата рождения | Специальность       |                                  |           |             |
| ---------------------------- | ------------- | ------------------- | -------------------------------- | --------- | ----------- |
| Имя                          | Дата рождения | Специальность       | Нонока Ямагути (яп. 山口 乃々華) | 8.03.1998 | Выступления |
| Юдзуна Такэбэ (яп. 武部柚那) | 17.06.1998    | Вокалистка и танцор |                                  |           |             |
| Анна Исии (яп. 石井 杏奈)    | 11.07.1998    | Выступления         |                                  |           |             |

### Happiness
| Имя                             | Дата рождения | Специальность          |                                  |            |           |
| ------------------------------- | ------------- | ---------------------- | -------------------------------- | ---------- | --------- |
| Имя                             | Дата рождения | Специальность          | Саяка Наготомэ (яп. 長友 さやか) | 20.09.1995 | Перфоманс |
| Каэдэ Добаяси (яп. 土橋 楓)     | 11.01.1996    | Перфоманс              |                                  |            |           |
| Юрино Судзуки (яп. 鈴木 結莉乃) | 06.02.1996    | Вокалистка и перфоманс |                                  |            |           |
| Карэн Фудзии (яп. 藤井 夏恋)    | 16.07.1996    | Вокалистка и перфоманс |                                  |            |           |
| Анна Суда (яп. 須田 アンナ)     | 10.12.1997    | Вокалистка и танцор    |                                  |            |           |

### Flower
| Имя                         | Дата рождения | Специальность |                             |            |            |
| --------------------------- | ------------- | ------------- | --------------------------- | ---------- | ---------- |
| Имя                         | Дата рождения | Специальность | Рэйна Васио (яп. 鷲尾 伶菜) | 30.01.1994 | Вокалистка |
| Харуми Сато (яп. 佐藤 晴美) | 08.06.1996    | Перфоманс     |                             |            |            |
| Нодзоми Бандо (яп. 坂東 希) | 14.09.1997    | Перфоманс     |                             |            |            |

## Дискография

### Студийные альбомы
- Lesson 1 (2013)
- Colorful Pop (2014)
- E.G. Time (2015)
- E.G. Crazy (2017)
- E.G. 11 (2018)

## Фильмография

### Тв-шоу
| Год       | Название                            | Телеканал |
| --------- | ----------------------------------- | --------- |
| 2011–2020 | Weekly Exile (週間EXILE)            | TBS       |
| 2011–2012 | E-Girls ga! Monku no Sakebi         |           |
| 2014–2015 | Akeru na Kiken                      |           |
| 2015–2016 | E-girls wo Majime ni Kangaeru Kaigi |           |
| 2015–2016 | EG-style                            | Fuji TV   |

### Другие программы
| Год       | Название                 | Телеканал |
| --------- | ------------------------ | --------- |
| 2013–2014 | E-girls movies!!         |           |
| 2018–2020 | Zenryoku Bukatsu! E-kou! | AbemaTV   |

## Публикации

### Фотокниги
| Год  | Дата       | Название                                  | Ссылка |
| ---- | ---------- | ----------------------------------------- | ------ |
| 2014 | 17 октября | Colorful Diary (яп. カラフル・ダイアリー) |        |

## Туры

### Концерты
- E-girls LIVE 2015 at UNIVERSAL STUDIOS JAPAN (2015)
- E-girls LIVE 2017 ~E.G.EVOLUTION~ (2017)

### Как ведущий артист
- E-girls LIVE TOUR 2014 «COLORFUL LAND» (2014)
- E-girls LIVE TOUR 2015 «COLORFUL WORLD» (2015)
- E-girls LIVE TOUR 2016 «E.G. SMILE» (2016)
- E-girls LIVE TOUR 2018 ~E.G. 11~ (2018)
- E-girls PERFECT LIVE 2011▶2020 (2020)

#### В качестве участвующей группы
- EXILE TRIBE LIVE TOUR 2012 ~TOWER OF WISH~ (2012)
- Exile Tribe
- EXILE TRIBE PERFECT YEAR LIVE TOUR TOWER OF WISH 2014 ~THE REVOLUTION~ (2014)
- HiGH&LOW THE LIVE (2016)
- E.G.POWER 2019 ~POWER to the DOME~ (2019)

## Награды и номинации

### MTV Video Music Awards Japan
| Год  | Номинируемая работа         | Категория          | Результат |
| ---- | --------------------------- | ------------------ | --------- |
| 2014 | «Gomennasai no Kissing You» | Лучшая хореография | Победа    |

## Комментарии
1. ↑  Эта участница исполняет вокал только в своем соответствующем подгруппе